# Nyctaginia capitata
Nyctaginia es un género monotípico de plantas herbáceas perteneciente a la familia Nyctaginaceae. Su única especie aceptada: Nyctaginia capitata es originaria de México y Estados Unidos.

## Descripción
Tiene los tallos repetidamente bifurcados, alcanzando un tamaño de 10-90 cm de altura. Hojas con pecíolo de 1-8 cm; las hojas subtriangulares, raramente ovadas, de 3-13 × 1-11 cm, base anchamente obtusa, truncadas-cordadas, o de vez en cuando hastadas, márgenes sinuosos y ondulados, a menudo crispados, ápice acuminado o agudo. Inflorescencias con pedúnculo de 2-14 cm; brácteas involucrales 6-15 mm. Flores con perianto de flores brillantes de color naranja-rojo, moteado o manchado de amarillo, rara vez todo amarillo, de 20-40 × 10-16 mm; estambres casi 2 veces la longitud del perianto. Frutas de 5-8 × 3.5-4 mm.

## Taxonomía
Nyctaginia capitata fue descrita por Jacques Denis Choisy y publicado en Prodromus Systematis Naturalis Regni Vegetabilis 13(2): 429. 1849.